# Stefanie Joosten
Stefanie Joosten (Roermond, 5 augustus 1988) is een Nederlandse actrice, zangeres, en voormalig model. Ze werd bekend door haar personage Quiet uit het computerspel Metal Gear Solid V: The Phantom Pain.

## Biografie
Joosten groeide op in Roermond en was in haar jeugd al gefascineerd door de Otaku-cultuur. Ze ging Japanse taal en cultuur studeren aan de Universiteit Leiden, en nam in 2009 deel aan een uitwisselingsprogramma in Kyoto. Na deze ervaring besloot ze te verhuizen naar Japan.

## Carrière
Joosten startte in 2011 als model in Tokio. Na diverse kleine rollen in reclames werd ze gevraagd voor een onbekend computerspel. Ze herkende spelontwikkelaar Hideo Kojima tijdens de auditie, die modellen zocht voor een nieuw spel. 
Ze werd uiteindelijk gekozen om model te staan voor het personage Quiet uit het computerspel Metal Gear Solid V: The Phantom Pain. Tijdens de productie van het spel werd haar gezicht vastgelegd met fotogrammetrie, en haar bewegingen opgenomen met motion capture. Ze zong ook het nummer "Quiet's Theme" in. Door haar rol in het spel werd ze wereldberoemd.
Joosten deed in 2016 enkele rollen in korte films, en speelde in 2019 de rol van Sööma in het spel Spacelords. In 2019 speelde ze in de historische film Tot Inkeer.
Joosten maakte in 2022 de overstap naar de muziekindustrie en bracht in dat jaar het debuutalbum Singing to the Sky uit. Het album werd geproduceerd door Giorgio Moroder, Pete Bellotte en Tom Whitlock. Het was voor het eerst sinds 40 jaar dat Moroder een album produceerde voor een beginnend artiest. In 2023 bracht Joosten het album Intermission uit, waarop ze opnieuw samenwerkte met Moroder. Het album bevat opgefriste covers van oudere nummers.

## Werken

### Computerspellen
- Metal Gear Solid V: The Phantom Pain (2015) als Quiet
- ICEY (2016) als ICEY
- Spacelords (2019) als Sööma
- Last Labyrinth (2019) als Katia
- Soulstice (2022) als Briar en Lute
- Wanted: Dead (2023) als Vivienne Niemantsverdriet

### Films en korte films
- Tom's Treasure Hunt (2016) als Vera
- The Actor and the Model (2016) als tv-presentatrice
- Hostage X (2017)
- Alessandra and the Fitter (2017) als Alessandra
- Implosion: Zero Day (2018) als Faye Garron (stem)
- Tot Inkeer (2019) als Lenora

### Studioalbums
- Singing To The Sky (2022)
- Intermission (2023)